# Governo dos Países Baixos

Logotipo do Governo dos Países Baixos

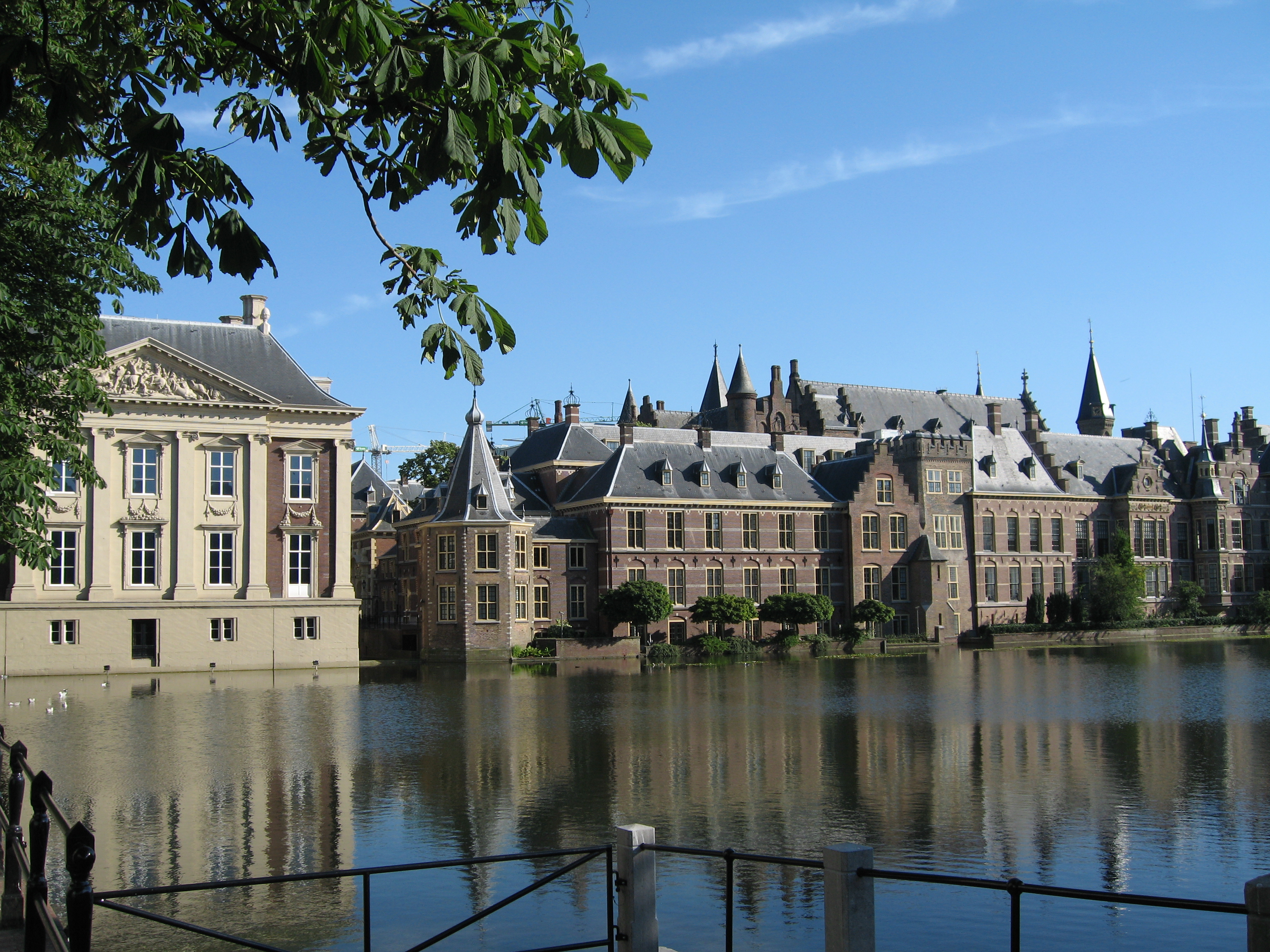
Edificios do governo na Haia. Na torre Torentje, o Primeiro-ministro tem sua sala de trabalho.

O Governo dos Países Baixos (em neerlandês:  Nederlandse regering) exerce o poder executivo do país. É composto pelo rei e pelo gabinete, que inclui o primeiro-ministro, os ministros e os secretários de Estado. Apesar de Amsterdã, de acordo com a Constituição dos Países Baixos, ser a capital do Estado, as instituições do governo estão localizadas em Haia, mais precisamente no complexo chamado Binnenhof.

## Funções
O executivo é encarregado da gestão política e administração do Estado e da aplicação das leis aprovadas pelos Estados Gerais (parlamento). Mais especificamente:
- Compartilha a iniciativa legislativa com os Estados Gerais, com cujas câmaras deve colaborar na elaboração das leis.
- Estabelece as políticas externa e de defesa, também é responsável pela assinatura de tratados internacionais.
- Designa os prefeitos, governadores provinciais e membros do Judiciário.
- Prepara o Orçamento do Estado

O trabalho do governo é supervisionado pelo parlamento, especialmente pela Segunda Câmara (a câmara baixa). Os membros do Legislativo podem solicitar por escrito ou oralmente aos membros do Executivo, ou convocá-los para reunião plenária com urgência, se assim o entenderem. O artigo 42.2 da Constituição estabelece que os ministros são responsáveis por suas decisões políticas, de modo que a Segunda Câmara dos Estados Gerais pode submeter todo o governo, ou um ministro em particular, a um voto de confiança. Caso não seja obtido, este ministro deverá apresentar sua renúncia.

## Organização

### Conselho de Ministros

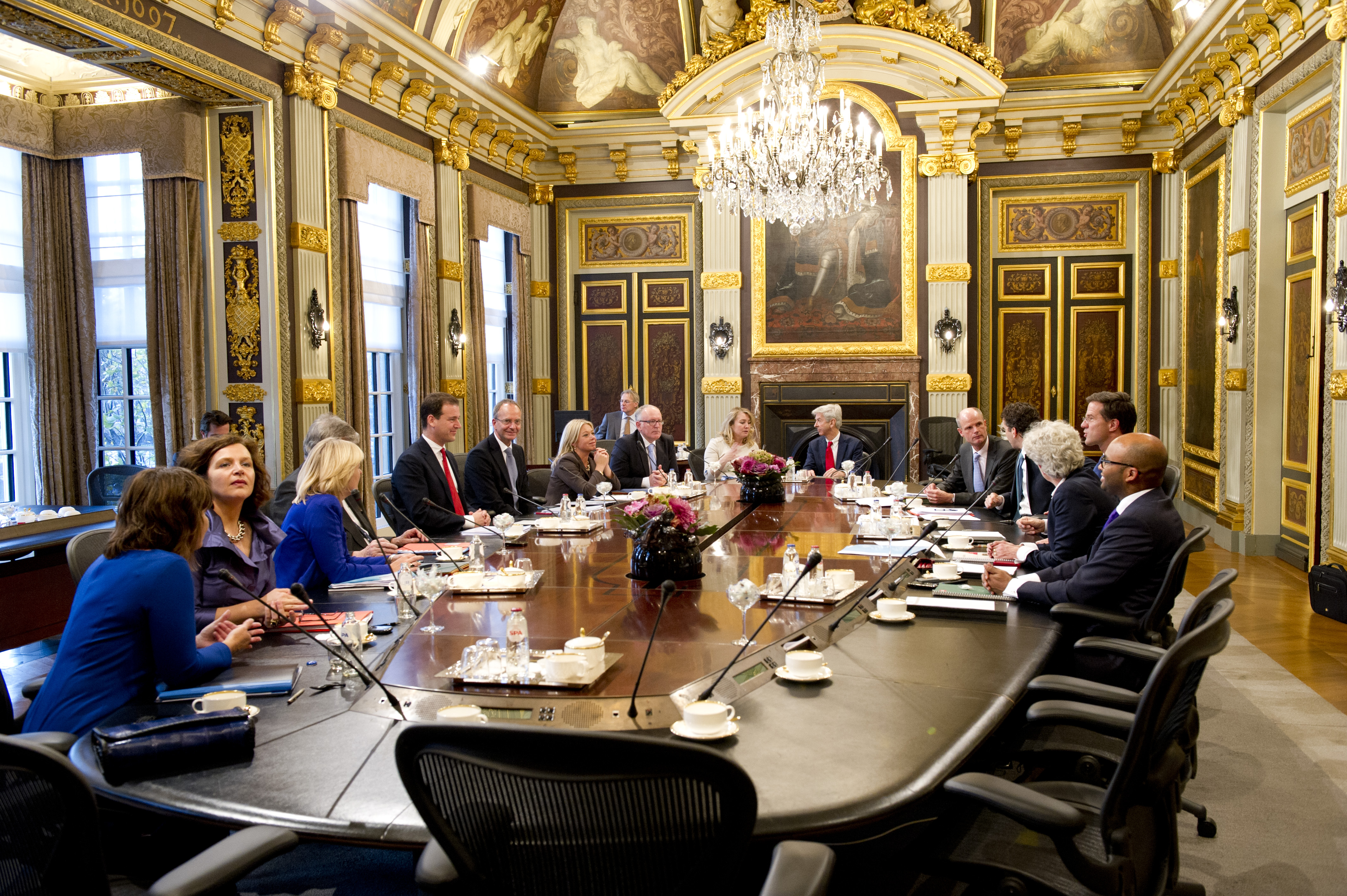
O primeiro-ministro Mark Rutte, preside um Conselho de Ministros em 2012

Embora o primeiro-ministro, os ministros e os secretários de Estado formem o gabinete ((em neerlandês): Kabinet), apenas os ministros e o primeiro-ministro fazem parte do Conselho de Ministros ((em neerlandês): Ministerraad), o órgão de governo colegial. Nela os ministros apresentam seus projetos, expressam suas opiniões e chegam a acordos, pois as decisões adotadas devem ser defendidas solidariamente por todos eles. Os Secretários de Estado podem ser consultados pelo Conselho, embora não façam parte dele. Teoricamente, o monarca faz parte do Conselho de Ministros, mas na prática não participa dos processos de decisão política. O Conselho de Ministros se reúne semanalmente, às sextas-feiras, no Binnenhof em Haia.

### Primeiro-ministro

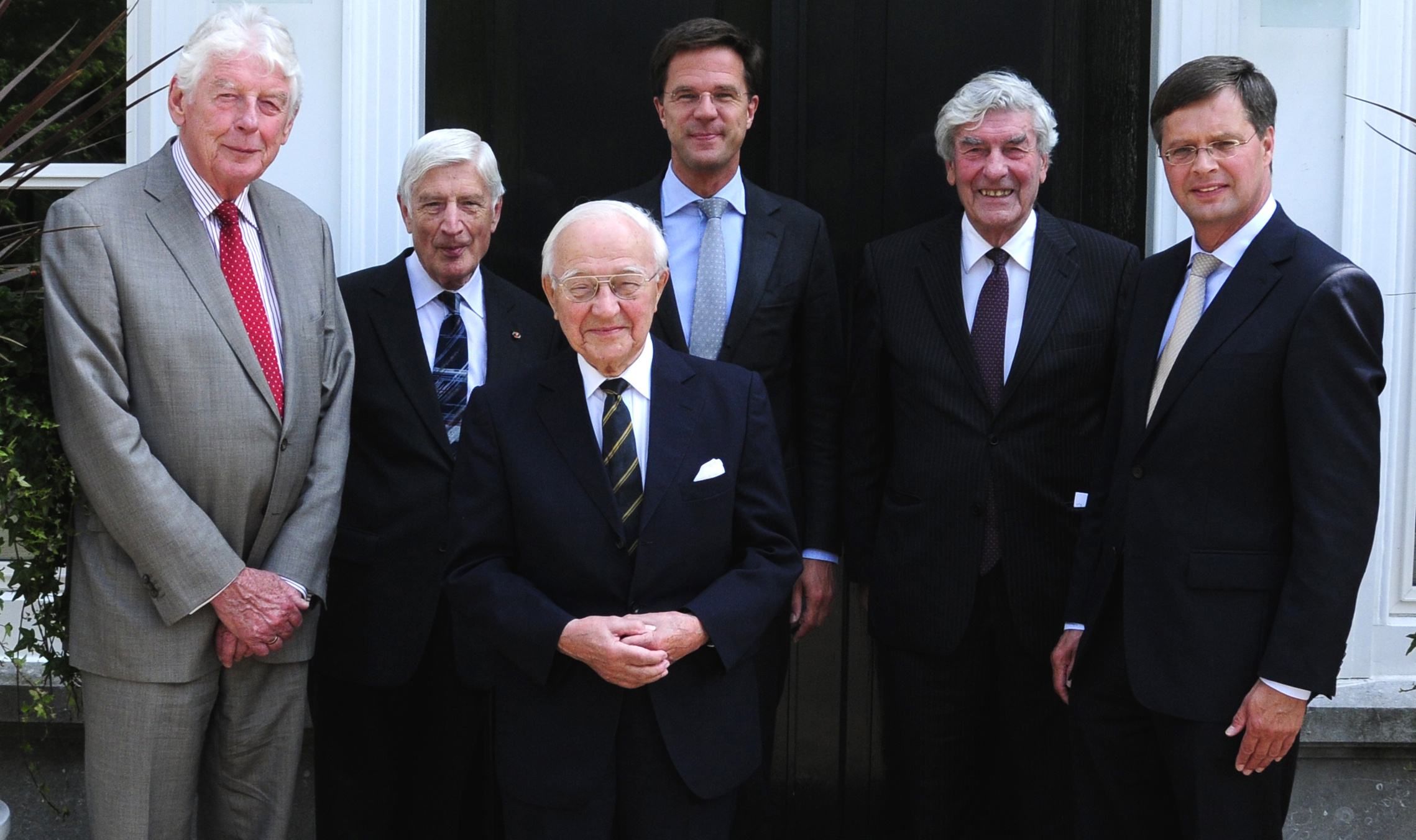
Fotografia de 2011 com vários primeiros-ministros, da esquerda a direita: Wim Kok (1994-2002), Dries van Agt (1977-1982), Piet de Jong (1967-1971), Mark Rutte (2010-2024), Ruud Lubbers (1982-1994) e Jan Peter Balkenende (2002-2010).

O primeiro-ministro é o chefe do governo dos Países Baixos. Em holandês é oficialmente chamado de minister-president, embora informalmente também seja comum chamá-lo de premier. A figura do primeiro-ministro também ocupa o cargo de Ministro dos Assuntos Gerais. Teoricamente, ele tem o mesmo posto que o resto dos ministros, mas de fato é hierarquicamente superior. Coordena a ação do governo e preside os conselhos de ministros, é a figura mais pública do poder executivo porque é o seu porta-voz e é membro do Conselho Europeu. Seu escritório está localizado em uma pequena torre do complexo Binnenhof, chamada Torentje, e tem sua residência oficial na Catshuis; ambos em Haia.
O liberal Mark Rutte (VVD) ocupou o cargo de primeiro-ministro dos Países Baixos por um período de quatorze anos, mais precisamente de 2010 a 2024. No início de julho de 2024, ele foi sucedido por Dick Schoof (político sem partido). No entanto, desde a Segunda Guerra Mundial, onze primeiros-ministros foram membros da democracia cristã: o Partido Popular Católico, o Partido Antirrevolucionário ou o mais recentemente o Apelo Democrata-Cristão (CDA).

### Vice-primeiro-ministro

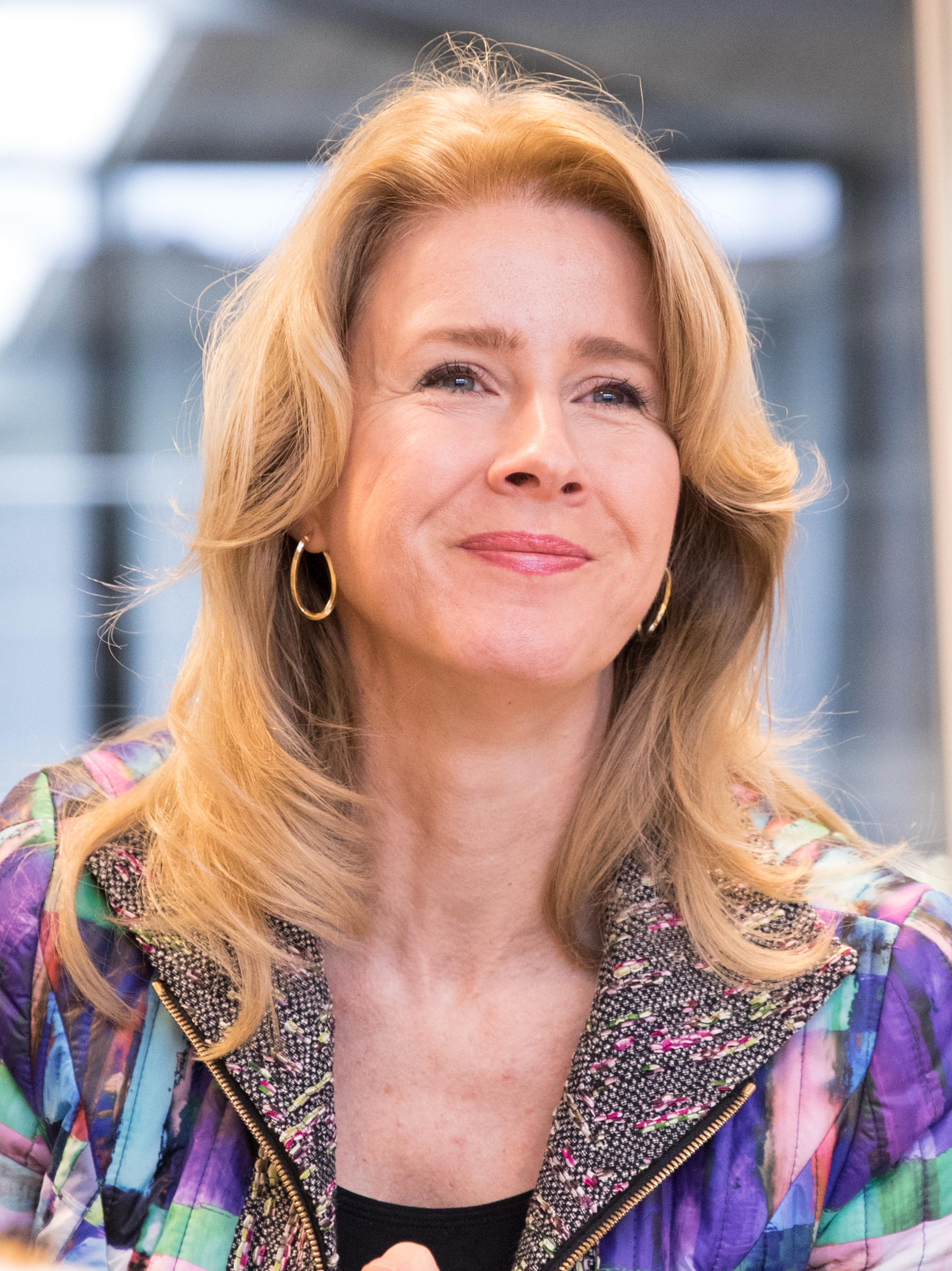
Mona Keijzer é um dos quatro vice-primeiro-ministros do Governo Schoof.

O vice-primeiro-ministro é o substituto do primeiro-ministro dos Países Baixos. Em holandês é oficialmente chamado de viceminister-president, embora informalmente também seja comum chamá-lo de vicepremier. Durante a ausência do primeiro-ministro, o vice-primeiro-ministro assume as suas funções, como por exemplo presidir o conselho de ministros.
O título de vice-primeiro-ministro foi instituído pela primeira vez no ano de 1945, mas o posto existe formalmente desde 1956.

## Formação do governo
Após as eleições, que são realizadas por sufrágio universal a cada quatro anos, conhecida a composição final da Segunda Câmara, inicia-se o processo de investigação da formação do governo. Dado o sistema eleitoral holandês, que é muito proporcional, e a fragmentação do seu sistema partidário, nunca se conseguiu um governo apoiado por um partido único, pois nenhuma formação conseguiu a maioria absoluta. As negociações para articular uma maioria geralmente se arrastam por meses. Nessa altura, os partidos que pretendem formar a coligação governamental, acordam o programa político do governo e decidem sobre os nomes do Primeiro-ministro (chefe do executivo), dos ministros (responsáveis por áreas específicas) e dos secretários de Estado (de categoria inferior à dos ministros, deles dependentes, mas que podem assumir as responsabilidades que eles lhes delegam).

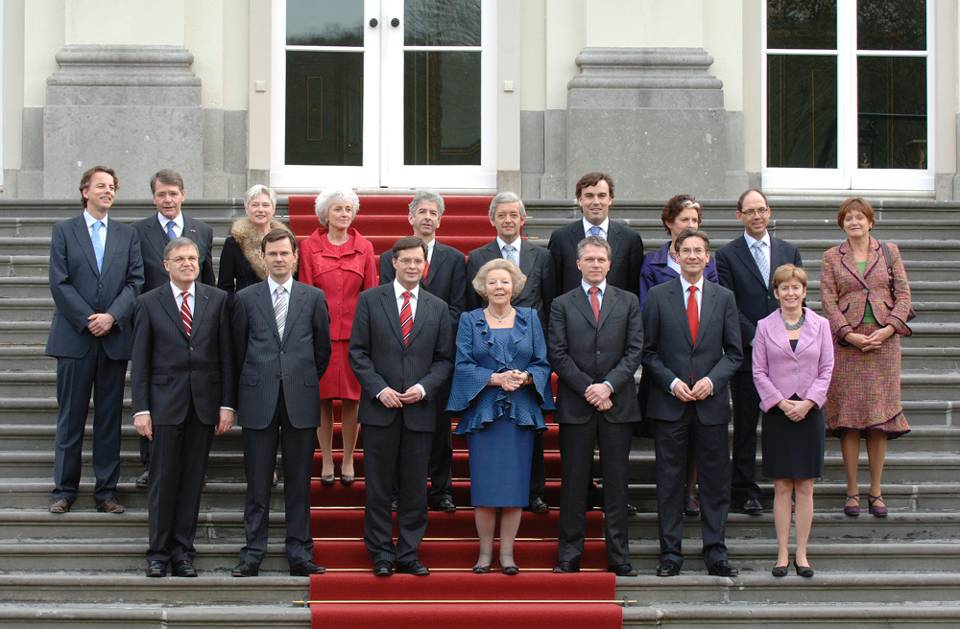
A rainha Beatrix dos Países Baixos com os membros do governo de J.P. Balkenende no Palácio de Huis ten Bosch (Haia) em 2007.

Tradicionalmente, o monarca desempenhou um papel muito significativo no processo de negociação do governo. Contados os votos, o monarca entrevista diferentes personalidades políticas do Estado: a vice-presidência do Conselho de Estado (Raad van State), órgão consultivo máximo do executivo; a presidência da duas Câmaras dos Estados Gerais, bem como os líderes dos partidos com representação na Segunda Câmara. Se naquelas conversas ficam claras as intenções de entendimento entre alguns partidos que poderiam apoiar o governo, o rei nomeia um “formador”: o político que mais tarde viria a ser primeiro-ministro, para que especificasse com os partidos que apoiaiam o programa político do governo e os nomes dos ministros e secretários de Estado. Caso não existisse um cenário tão fácil, para ganhar tempo e continuar as conversas, o rei nomeia um " informador ": um político de reconhecido prestígio para continuar a procurar alternativas entre os partidos para conseguir um governo com base parlamentar e que possui uma maioria. O informante encontra-se com o rei de tempos em tempos relatando a situação, até que finalmente indicará o nome do possível “formador”. No entanto, desde 2012 o processo mudou e os partidos negociam entre si no parlamento, cabendo ao rei o papel final de nomear o governo, mas sem intervir no processo.
Terminadas as negociações com os partidos definidos, as políticas acordadas e os candidatos decididos, o rei nomeia o primeiro-ministro, os ministros e os secretários de Estado mediante a assinatura de um decreto real. Os novos ministros e secretários de Estado são então recebidos pelo monarca para que prestem ou prometam lealdade conforme estabelece a Constituição no artigo 49º.
As nomeações de “informateur” e “formateur” resultaram de práticas que foram-se consolidando desde o final da Segunda Guerra Mundial. O objetivo era evitar que a Coroa fosse comprometida nas negociações partidárias, razão pela qual se tornou um modelo atraente para outras monarquias cujos sistemas políticos tendem a sofrer bloqueios políticos como a Bélgica e, dos setores jornalístico e acadêmico, foi também proposto para a Espanha após as eleições de 2015 e 2016 e, novamente, após a eleições gerais em 2019.